# Révolution dans les affaires militaires

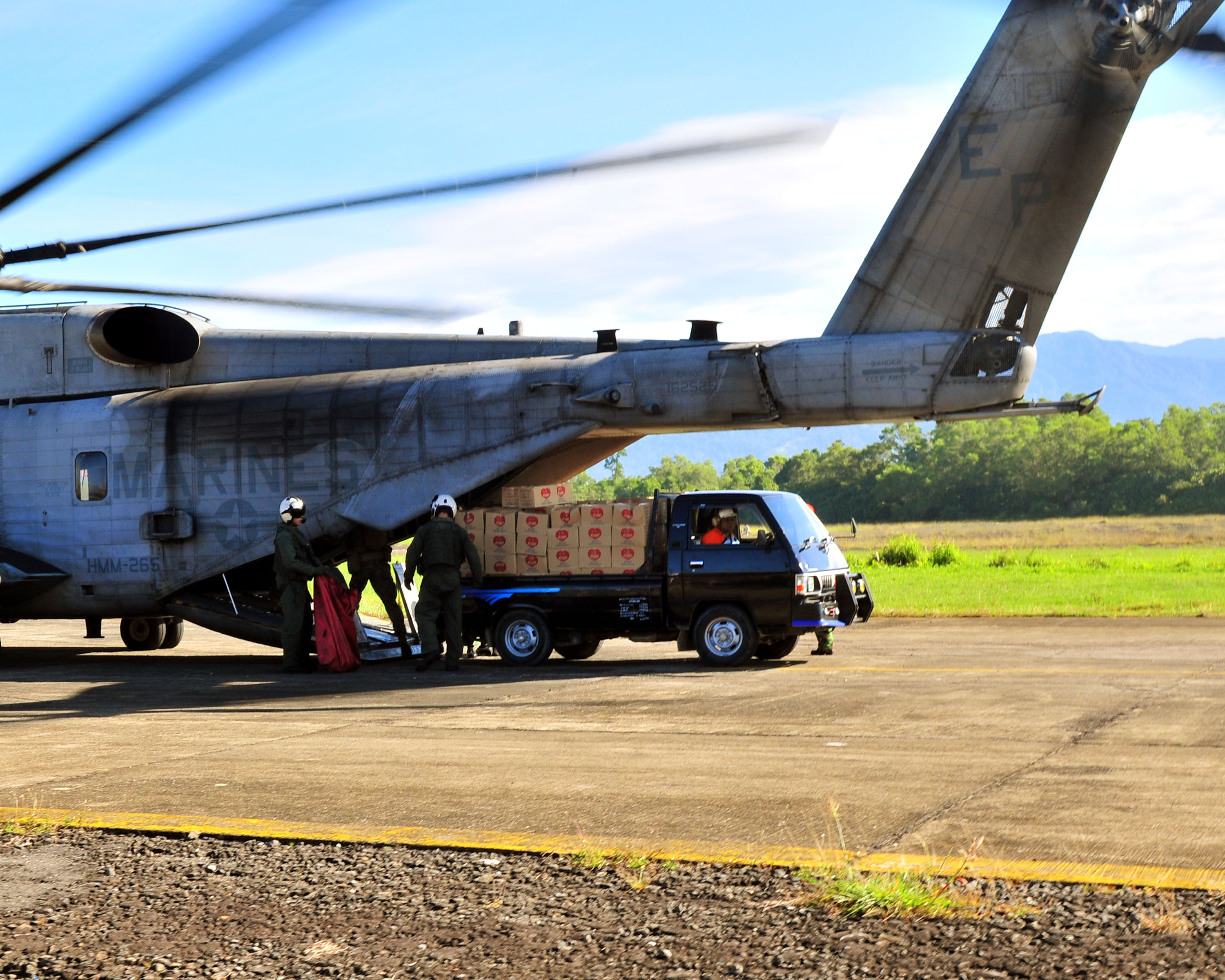
changement du type de transport.

La révolution dans les affaires militaires (ou RAM) est un concept de polémologie qui désigne la modification radicale dans les méthodes, les moyens et les stratégies de la guerre dans les années 1980 et années 1990 du fait de révolutions technologiques informationnelles et militaires.

## Origines
L'origine exact du concept de révolution dans les affaires militaires est inconnue. L'historien Michael Roberts l'utilise en 1955, mais dans le but de décrire, selon Bruno Tertrais, « les transformations de l'art militaire de la fin du XVIe et du début du XVIIe siècles ».
Son utilisation dans son sens moderne aurait pu naître en URSS. Il est utilisé par les cercles de pensée militaires Américains dans les années 1990. Le concept serait né d'une conjonction entre des réflexions sur la doctrine militaire au sein du département d'État des États-Unis et des réflexions de politologues américains.
Il commence à être utilisé par les médias à partir de la guerre du Golfe et de l'opération Tempête du désert.

## Concept
Un des théoriciens de la révolution dans les affaires militaires, Andrew Marshall, soutient que, dans l'absolu, « une révolution dans les affaires militaires est un changement de fond dans la nature de la guerre, causé par l’application innovatrice de nouvelles technologies qui, combinée à des changements en profondeur de la doctrine militaire et des concepts opérationnels et organisationnels, altère radicalement le caractère et la conduite des opérations militaires ».
Quatre principes clefs fondent la révolution des affaires militaires. Le premier est l'utilisation des nouvelles technologies de l'information et de la communication ; le deuxième est l'utilisation synergique et harmonieuse des armes terriennes, aériennes, et maritimes ; ensuite, la conduite de la guerre avec précision et en limitant les contacts ; enfin, la nécessité pour l'État de garder une avance ou de s'inspirer des pratiques du secteur privé en termes de management et de renseignement.
Bernard Wicht définit ainsi la RAM comme la mise en adéquation d'outils nouveaux de surveillance et des nouvelles technologies militaires de précision. Il résume la révolution dans les affaires militaires comme « la surveillance, 24h sur 24 et par tous les temps, du champ de bataille, et, à partir de là, la destruction des objectifs par des frappes précises à longue distance au moyen de munitions intelligentes ».

## Applications
Si les États-Unis ont été pionniers dans l'application de cette doctrine, le Royaume-Uni a rapidement cherché à se rapprocher de son modèle. Il a enclenché un rapprochement avec ce modèle dès sa Strategic Defence Review de 1998. Le pays a créé un programme, appelé NEC (Newtork Enabled Capability) pour accroître l'efficience et l'utilité du déploiement de nouvelles technologies sur les terrains d'opération.
La France, elle, s'est montrée plus méfiante vis-à-vis de la RAM. Son Livre blanc de la défense, publié pour la première fois en 1994, a toutefois engagé un processus de réforme militaire comportant plusieurs éléments clefs de la RAM. Liliane Zossou considère qu'il s'agit des suivants : « la synergie entre les armées, l’importance de la technologie, la mobilité et la souplesse des armées ».

## Critiques et débats
Le concept de révolution dans les affaires militaires est mis en question par certains politistes ou géopolitologues. 
Le terme donnerait l'impression d'une rupture soudaine, là où cette révolution aurait plutôt été une évolution lente et incrémentale. Certains ont mis en lumière l'existence d'une quinzaine de révolutions dans les affaires militaires.
Le concept a été aussi critiqué par Bruno Tertrais et par Christophe Wasinski comme étant « nébuleux », et donc autorisant des acceptions larges.